# CACNG6
CACNG6 (англ. Calcium voltage-gated channel auxiliary subunit gamma 6) – білок, який кодується однойменним геном, розташованим у людей на довгому плечі 19-ї хромосоми. Довжина поліпептидного ланцюга білка становить 260 амінокислот, а молекулярна маса — 28 129.
| 10         |  | 20         |  | 30         |  | 40         |  | 50         |
| ---------- |  | ---------- |  | ---------- |  | ---------- |  | ---------- |
| MMWSNFFLQE |  | ENRRRGAAGR |  | RRAHGQGRSG |  | LTPEREGKVK |  | LALLLAAVGA |
| TLAVLSVGTE |  | FWVELNTYKA |  | NGSAVCEAAH |  | LGLWKACTKR |  | LWQADVPVDR |
| DTCGPAELPG |  | EANCTYFKFF |  | TTGENARIFQ |  | RTTKKEVNLA |  | AAVIAVLGLA |
| VMALGCLCII |  | MVLSKGAEFL |  | LRVGAVCFGL |  | SGLLLLVSLE |  | VFRHSVRALL |
| QRVSPEPPPA |  | PRLTYEYSWS |  | LGCGVGAGLI |  | LLLGAGCFLL |  | LTLPSWPWGS |
| LCPKRGHRAT |  |            |  |            |  |            |  |            |

A: Аланін

C: Цистеїн

D: Аспарагінова кислота

E: Глутамінова кислота

F: Фенілаланін

G: Гліцин

H: Гістидин

I: Ізолейцин

K: Лізин

L: Лейцин

M: Метіонін

N: Аспарагін

P: Пролін

Q: Глутамін

R: Аргінін

S: Серин

T: Треонін

V: Валін

W: Триптофан

Кодований геном білок за функціями належить до іонних каналів, потенціалзалежних каналів. 
Задіяний у таких біологічних процесах, як транспорт іонів, транспорт, транспорт кальцію. 
Білок має сайт для зв'язування з іоном кальцію. 
Локалізований у мембрані.